# Papuacoccus barymelus
Papuacoccus barymelus är en insektsart som beskrevs av Williams och Watson 1988. Papuacoccus barymelus ingår i släktet Papuacoccus och familjen ullsköldlöss.
Artens utbredningsområde är Papua Nya Guinea. Inga underarter finns listade i Catalogue of Life.